# Todiramphus pyrrhopygius
Todiramphus pyrrhopygius, conhecida como martim-caçador-de-dorso-rubro é uma espécie de ave da família Alcedinidae.
É endémica da Austrália.